# Pyrophorus

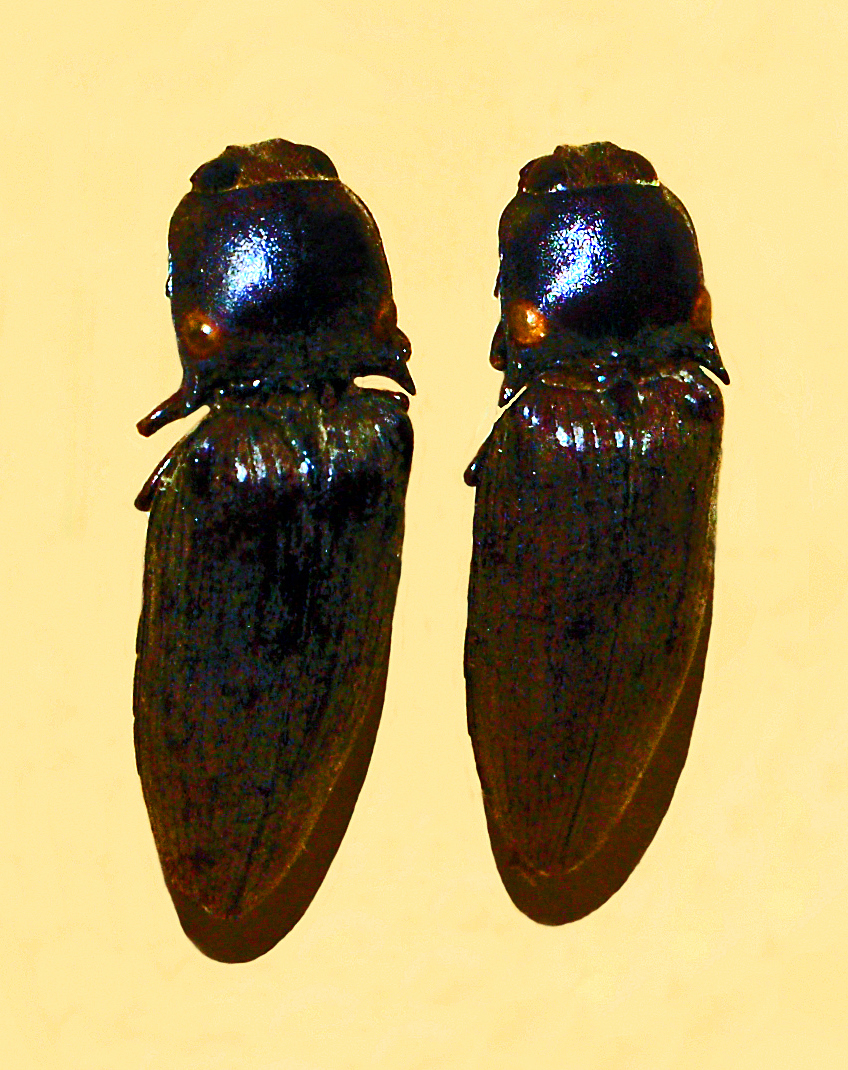
Pyrophorus tuberculifer de Guadalupe, Caribe.

Pyrophorus es un género de coleópteros polífagos de la familia Elateridae. Son bioluminiscentes: son un ejemplo de crioluminescencia, es decir, producen luz sin emitir para ello calor extra, al igual que las luciérnagas, si bien no están emparentados con estas.

## Nombres comunes
Se conocen como tucu-tucus, cocuyos (Cuba, República Dominicana y Argentina), mua-mua (en Paraguay) cucuyos, cucullos, luciérnagas y tucos (Argentina), curucusí (Bolivia), tuquito, cucubanos (Puerto Rico), cucayos, taca-taca, achon, carbuncos o carbunclos (en Costa Rica y Honduras), caminito, tagüinches o alúas, mientras en algunas partes del norte de México son conocidos también como copechis o Santa Martha y güimba en la costa pacífica nariñense en Colombia. En algunas regiones se los llama luciérnagas o bichos de luz, aunque no deben confundirse con las auténticas luciérnagas (Lampyridae).

## Etimología
El nombre del género provendría del Lenguas quechuel tucu (luminoso).

## Características
Se caracterizan por poseer órganos fotógenos, bioluminosos o generadores de luz en el dorso, sobre la zona torácica llamada pronoto; esta luz por lo general es verdosa. Además poseen un tercer órgano aún más luminoso en la parte dorsal del abdomen que sólo es visible al volar.
Los nativos fabrican una especie de linterna colocando varios de estos insectos en pequeñas jaulas.
Sus huevos emiten una luz verdosa incandescente para prevenir el ataque de los depredadores al igual que los humanos en la prehistoria con el descubrimiento del fuego.

## Historia natural
Sus huevos y larvas también son luminosos. El crecimiento es muy lento y posiblemente lleva varios años.
La longitud de los individuos de la mayoría de las especies ronda los tres centímetros y el color es casi siempre negro o castaño. Los adultos se alimentan de polen y pequeños insectos como áfidos. Las larvas comen materia vegetal y otros insectos, como las larvas de otros escarabajos[cita requerida].

## Ecosistema
Viven principalmente en los bosques tropicales de América, apreciándose en las ramas de los árboles y algunas veces en la corteza de estos. Se camuflan con las hojas para protegerse de los depredadores que viven al acecho de ellos.
Suelen emigrar dependiendo de las condiciones del clima y trasladarse a zonas menos húmedas, con más esperanza de vida para sus larvas.

## Lista de especies
- Pyrophorus angustus Blanchard, 1843
- Pyrophorus avunculus Costa, 1972
- Pyrophorus canaliculatus Eschscholtz, 1829
- Pyrophorus carinatus Eschscholtz, 1829
- Pyrophorus clarus Germar, 1841
- Pyrophorus cucujus Illiger, 1807
- Pyrophorus divergens Eschscholtz, 1829
- Pyrophorus dulcifer Costa, 1972
- Pyrophorus evexus Costa, 1972
- Pyrophorus expeditus Costa, 1972
- Pyrophorus foveolatus Germar, 1841
- Pyrophorus ignigenus Germar, 1841
- Pyrophorus indistinctus Germar, 1841
- Pyrophorus indulcatus Costa, 1972
- Pyrophorus ingens Costa, 1972
- Pyrophorus jocundus Costa, 1972
- Pyrophorus limbatus Candèze, 1863
- Pyrophorus lucidus Candèze, 1863
- Pyrophorus lucifer Illiger, 1807
- Pyrophorus luminosus  (Illiger, 1807)
- Pyrophorus magnus Costa, 1972
- Pyrophorus melitus Costa, 1972
- Pyrophorus mellifluus Costa, 1972
- Pyrophorus mutatus Candèze, 1893
- Pyrophorus nyctophanus Germar, 1841
- Pyrophorus nigropunctatus Drapiez, 1820
- Pyrophorus noctilucus (Linnaeus, 1758)
- Pyrophorus phosphorescens Laporte, 1840
- Pyrophorus pisticus Costa, 1972
- Pyrophorus plagiophthalmus Germar, 1841
- Pyrophorus punctatissimus Blanchard, 1843
- Pyrophorus pyropoecilus Germar, 1841
- Pyrophorus strabus Germar, 1841
- Pyrophorus stupendus Costa, 1972
- Pyrophorus tuberculifer Eschscholtz, 1829
- Pyrophorus validus Costa, 1972
- Pyrophorus veriloquus Costa, 1972

## En la cultura popular
El cocuyo aparece mencionado en muchas canciones y poemas. Por ejemplo, en la letra de la canción "A pedir su mano", de Juan Luis Guerra:
Voy a prender tu cariñito
como cocuyo en el mar
y voy a hacerte un traje de novia
con hojas del platanal